# Paul Hug (Politiker, 1857)

Paul Hug

Johann Peter Paul Hug (* 24. Juni 1857 in Heilbronn; † 10. Februar 1934 in München) war ein deutscher Politiker der SPD. Von 1899 bis 1931 war Paul Hug Mitglied des Oldenburgischen Landtages im Großherzogtum Oldenburg und späteren Freistaat Oldenburg.

## Leben
Hug besuchte von 1864 bis 1867 die Volksschulen in Steinbach, Schwäbisch Hall und Markgröningen und anschließend für vier Jahre die Lateinschule in Ludwigsburg. Nachdem er die Absicht, aufgrund seines unbemittelten katholischen Elternhauses Geistlicher zu werden aufgegeben hatte, absolvierte er von 1871 bis 1874 eine Lehre zum Schlosser in Heilbronn. Als Geselle auf Wanderschaft arbeitete er kurzzeitig in Chemnitz, Leipzig, Halle, Halberstadt und Peine. Anschließend fand er eine Arbeit in einem Gieß- und Walzwerk für Kriegsmaterial in Hannover. 1877 wurde er dort auf die Sozialdemokratische Partei Deutschlands und deren politisches Programm aufmerksam und trat der Partei bei.
Ab Oktober 1880 arbeitete er auf der Kaiserlichen Werft in Wilhelmshaven. Zunächst wohnte er in Tonndeich, zog dann aber nach Bant, damals noch ein Vorort von Wilhelmshaven im angrenzenden Großherzogtum Oldenburg. 1882 übernahm Hug die Leitung des 1879 gegründeten Gesangvereins Frohsinn, der in den Jahren des Sozialistengesetzes (Oktober 1878 – September 1890) Treffpunkt der verbotenen SPD wurde.
Nachdem er 1887 wegen seiner Zugehörigkeit zu den Sozialdemokraten entlassen wurde, eröffnete er die Gastwirtschaft Zur Arche in Bant. 1890 übernahm er die Leitung des von ihm gegründeten Verlages des „Norddeutschen Volksblattes“. Aus diesem ging der spätere Verlag Paul-Hug & Co hervor. Außerdem beteiligte er sich am Aufbau einer Bau- und Konsumgenossenschaft.

## Politiker

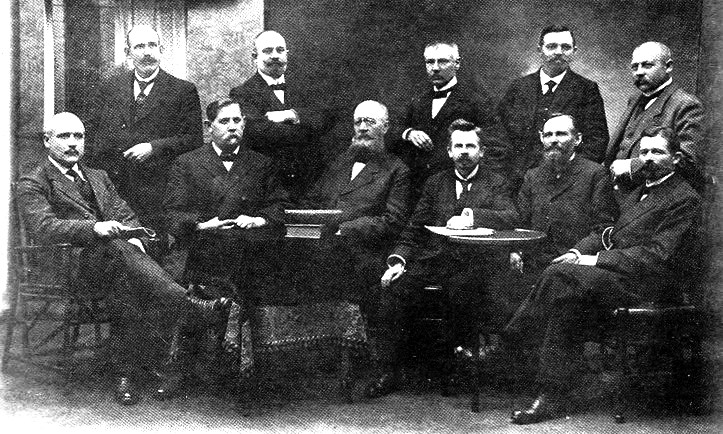
SPD-Fraktion im oldenburgischen Landtag 1916

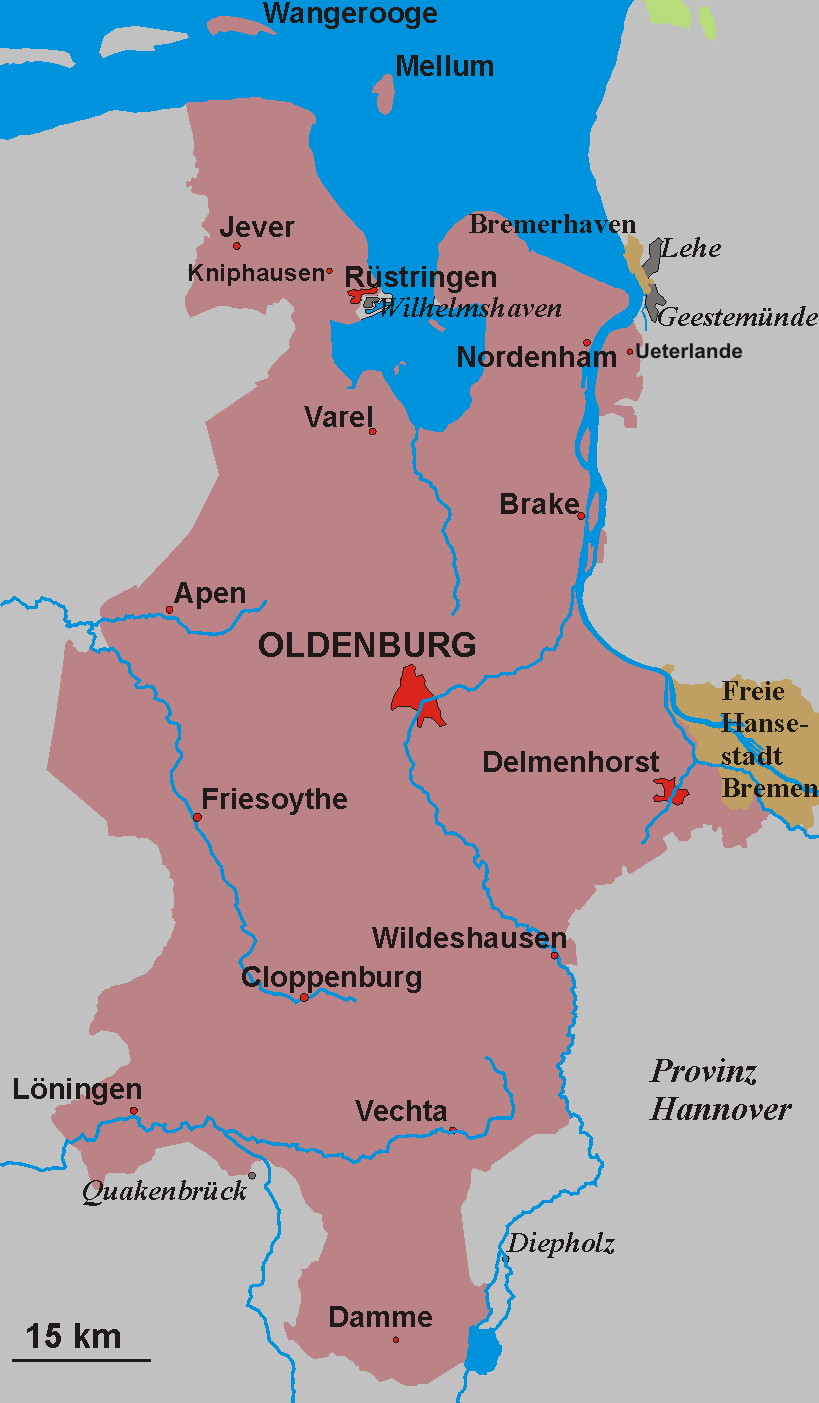
Karte von Oldenburg 1866–1937; Rüstringen ist 1918 größte Stadt im Großherzogtum; Wilhelmshaven gehört 1918 zum Königreich Preußen

Paul Hug wurde 1886 Mitglied des Gemeinderats in Bant und in dieser Eigenschaft Beigeordneter des Oldenburgischen Landtages im Großherzogtum Oldenburg. 1899 wurde er für die SPD als Abgeordneter in den Oldenburgischen Landtag gewählt. Hug war der erste gewählte Sozialdemokrat im Landtag, doch bis 1902 wuchs die Fraktion der SPD auf sechs Abgeordnete an. 1902 wählte man Hug zum Vorsitzenden des Amts Rüstringen. In dieser Eigenschaft setzte sich Hug auch für die Zusammenlegung der benachbarten oldenburgischen Gemeinden Bant, Heppens und Neuende zur Stadt Rüstringen ein. Die Gründung von Rüstringen erfolgte 1911. Hug gehörte dem Magistrat der neu gebildeten Stadt an.
In Wilhelmshaven-Rüstringen kam es am 6. November 1918 nach einer Massendemonstration von über 20.000 Marineangehörigen, Werftarbeitern und anderen Zivilisten zur Bildung eines Arbeiter- und Soldaten-Rates, dessen Ausführungsorgan der sogenannte „21er“-Rat war. Zum Vorsitzenden des Rates wurde Bernhard Kuhnt ernannt. Der „21er“-Rat übernahm anschließend ohne Gegenwehr des militärischen Stationskommandos die Macht über die Festungsstädte. Am 10. November 1918 erklärte der „21er“-Rat vor rund 100.000 Demonstranten in Wilhelmshaven die Nordseestation und alle umliegenden Inseln und Marineteile sowie das dazugehörige ganze Oldenburger Land zur sozialistischen Republik Oldenburg/Ostfriesland und die Absetzung des Großherzogs von Oldenburg. Unter dem Eindruck der Demonstrationen und dem Druck der breiten Mehrheit der Landtagsabgeordneten in Oldenburg dankte der Großherzog Friedrich August am 11. November 1918 ab und erklärte seinen Thronverzicht. Das Großherzogtum Oldenburg wurde daraufhin zum Freistaat erklärt. Als provisorische Regierung wurde ein so genanntes Landesdirektorium gebildet, dem der Vorsitzende des „21er“-Rats Kuhnt aufgrund der bewaffneten Macht in Wilhelmshaven-Rüstringen als Präsident vorstand. Paul Hug wurde sein Stellvertreter und galt als „inoffizieller“ Ministerpräsident, weil Kuhnt seine Amtsgeschäfte auch nur unzureichend wahrnahm. Hug wirkte in dieser Zeit der Novemberrevolution als Anhänger der Mehrheitssozialdemokraten mäßigend und ausgleichend und gestaltete so den friedlichen Übergang vom Großherzogtum zum Freistaat maßgeblich mit.
Die Kandidatenaufstellung für die Wahlen zur verfassungsgebenden Nationalversammlung am 19. Januar 1919 führten in Wilhelmshaven-Rüstringen zu unüberwindlichen Gegensätzen innerhalb der SPD. Nachdem Paul Hug als Rüstringer Abgeordnete einen besseren Listenplatz als Kuhnt erreicht hatte, beschloss der „21er“-Rat, mit einer eigenen Liste für die USPD bei der Wahl zur Nationalversammlung anzutreten. An der Spitze der Liste wurde Kuhnt aufstellt. Trotz der vielen USPD-Anhänger unter den rund 100.000 Marinesoldaten, die sich Ende 1918 noch immer in Wilhelmshaven-Rüstringen aufhielten, stimmten weite Teile der Bevölkerung für die gemäßigte SPD und nicht für die radikalere USPD. Während Paul Hug in die Nationalversammlung gewählt wurde, erhielt Kuhnt nicht die erforderliche Stimmenanzahl.
Nach der Wahlniederlage der USPD versuchte die kommunistische KPD durch einen Putsch die Macht an sich zu reißen. Am 27. Januar 1919 besetzten ihre Anhänger den Bahnhof, die Post, das Fernsprechamt, die Reichsbankstelle und die Rathäuser der Doppelstadt Wilhelmshaven-Rüstringen. In der Reichsbankstelle raubten die Putschisten über 7 Millionen Mark, darunter den gesamten Goldbestand der Zweigstelle. Noch am gleichen Tag konnten reguläre Truppen der Marinegarnison wieder die Macht herstellen. Die Putschisten zogen sich daraufhin in die Tausend-Mann-Kaserne in Wilhelmshaven zurück und verschanzten sich dort. Da sie nicht aufgeben wollten, wurden sie durch Artilleriebeschuss zur Kapitulation gezwungen. Acht Tote und 46 Verwundete waren zu beklagen. Durch das Eingreifen der Reichsregierung musste der „21er“-Rat die militärische Kontrolle aufgeben. Nachträglich wurde dann bekannt, dass die Mitglieder des „21er“-Rates im Vorfeld des Putsches von dessen Planung in Kenntnis gesetzt waren, aber trotzdem nicht eingriffen hatten. Kuhnt wurde daraufhin vom Verteidigungsministerium in Berlin beurlaubt und am 29. Januar 1919 seines Amtes als Präsident des Freistaats Oldenburg enthoben.
Am 23. Februar 1919 erfolgte die Wahl zur verfassunggebenden Landesversammlung. Mit 33,44 % und 16 Mandaten wurde die SPD stärkste Partei, die gebildete Allparteienregierung führte jedoch der Liberale Theodor Tantzen als Ministerpräsident an. Die SPD beteiligte sich im Kabinett mit dem Sozialminister Julius Meyer. Im Oldenburgischen Landtag blieb die SPD zunächst stärkste Kraft, verlor aber bis 1932 kontinuierlich und war nach 1922 nicht mehr an der Regierung beteiligt.
Der Weimarer Nationalversammlung gehörte Hug bis zum 22. Mai 1919 an. Im selben Jahr wurde Paul Hug zum besoldeten Stadtrat in Rüstringen ernannt und übernahm die Leitung des Wohlfahrtsdezernats. Im März 1926 wählte man ihn gegen die bürgerlichen Stimmen zum Oberbürgermeister der Stadt Rüstringen. Das Amt hatte er bis April 1929 inne. Sein Nachfolger wurde Friedrich Paffrath. Während seiner Zeit als Bürgermeister legte er den Grundstein für das neue Rüstringer Rathaus, dem heutigen Rathaus der Stadt Wilhelmshaven, und setzte sich für den Bau des nach ihm benannten Kinderheims ein.
Bis 1931 blieb Paul Hug Mitglied des Oldenburgischen Landtages im Freistaat Oldenburg.
Nach der Machtergreifung der Nationalsozialisten am 30. Januar 1933 wurde Hug die Pension gekürzt. Nach dem Tod seiner Frau im Mai 1933 zog er mit seiner Tochter nach München. Dort starb er am 10. Februar 1934. Paul Hug wurde auf dem Friedhof Friedenstraße in Wilhelmshaven beigesetzt. Das Grab genießt als Ehrengrabmal der Stadt Wilhelmshaven einen besonderen Schutz.

## Ehrungen
Nach Hug sind die Paul-Hug-Straße und das Wohnheim für Menschen mit geistiger und mehrfacher Behinderung Paul-Hug-Haus in Wilhelmshaven, Banter Weg 104, benannt. Dieses Haus entstand 1928 auf seine Initiative hin. Im Ortsteil Sandkrug der Gemeinde Hatten ist ebenfalls eine Straße zu Ehren des ehemaligen oldenburgischen Politikers benannt worden.